# Partido de los Comunistas Búlgaros

El Partido de los Comunistas Búlgaros (búlgaro: Партия на Българските комунисти, romanizado: Partiya na Bulgarskite Komunisti, PBK) es un partido comunista de Bulgaria, registrado en 2006.
Es el sucesor del Partido Comunista Búlgaro "Georgi Dimitrov", fue fudado por el Comité de Iniciativa Comunista para la Unificación-Movimiento de Bulgaria. En enero de 2000 se le unió el Partido Comunista Unido de Bulgaria (búlgaro: Българска единна комунистическа партия, Bulgarska Edinna Komunisticheska Partiya, BEKP). En 2005, la Plataforma Marxista del BSP se unió al BKP-GD, que recibió su nombre actual. el 15 de julio de 2006. 
El partido participó en las elecciones parlamentarias de 1999 con la Coalición Alianza de Izquierda de Bulgaria, que obtuvo 8.762 votos (0,2%) y ningún escaño. En las elecciones locales de 1999 el PBK obtuvo 36 escaños y 18 alcaldías. En 2003 mantuvo nueve escaños y cinco alcaldías. En 2014 participó en las elecciones parlamentarias en la Lista del BSP-Izquierda de Bulgaria sin ganar ningún escaño.
El PBK publica el periódico Novo Rabotnichesko Delo (en búlgaro: Ново работническо дело).

## Programa del PBK
PBK dice proteger y desarrollar tanto el patrimonio revolucionario ideológico-teórico como la actividad socialmente útil y patriótica de Dimitar Blagoev- Abuelo, Georgi Kirkov, Vasil Kolarov, Georgi Dimitrov y otros reconocidos comunistas búlgaros que dieron sus poderes creativos, conocimiento y vida a la causa del socialismo y el comunismo.
PBK es para consolidar las fuerzas verdaderamente de izquierda en Bulgaria, para unir todas las fuerzas nacionalmente responsables antiimperialistas, antiglobalistas y anti-OTAN sobre la base de un programa generalmente aceptado por ellas.
PBK es un partido antiterrorista. La clase a la que invariablemente afecta es la clase que más sufre por la violencia. Por lo tanto, el PBK luchará incansable y consecuentemente contra el terrorismo de individuos, grupos y organizaciones, contra el terrorismo del estado burgués, contra el terrorismo de los monopolios internacionales y las alianzas políticas y militares burguesas internacionales.
PBK considera en trata a las religiones tradicionales del país con respeto y observa un factor de unidad de la nación y de preservación de la identidad espiritual y cultural búlgara. Están a favor separación de la iglesia del estado, la no injerencia del estado en disputas y conflictos canónicos intra-eclesiásticos, por la tolerancia mutua y la compatibilidad de las confesiones tradicionales búlgaras históricamente establecidas. Estamos en contra de todas las sectas ajenas a la espiritualidad búlgara.